# Julienne David
Julienne David est une femme corsaire française née à Saint-Mars-du-Désert le 21 mars 1777 et morte à Nantes le 28 janvier 1843.

## Biographie

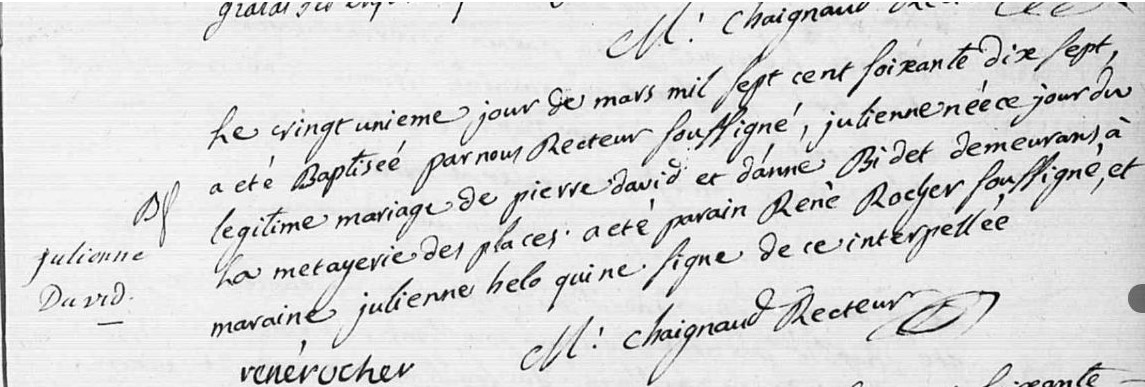
Acte de baptême

Julienne David est fille de fermiers aux « Places » à Saint-Mars-du-Désert. Ses parents, Pierre David et Anne Bidet, sont des laboureurs qui lui fournissent une éducation très incomplète, essentiellement une éducation religieuse et le sens du devoir. Sa famille étant modeste, elle travaille donc à la ferme. Peu de femmes à cette époque, vu sa condition, faisaient des études. D'autant que sa mère décède à ses 10 ans, elle aide donc son père jeune tant les tâches de la ferme.
Elle se forge un caractère solide au fil des ans et acquiert peu à peu des opinions patriotes. À ses 16 ans, elle décide de partir de Saint-Mars-du-Désert et de la ferme. Son père vient de décéder il y a 2 ans. La Révolution française bat son plein depuis presque 4 ans. Elle veut s’engager dans les services royalistes pendant les guerres de Vendée. Mais la guerre étant inaccessible pour les femmes, elle se travestit en homme et part pour Nantes.

### Carrière et engagements
Elle réussit à se faire engager et participe à la guerre de Vendée, dans le camp des royalistes. Sur les champs de bataille, elle va porter de la poudre aux combattants. Son idéal patriotique est nourri. Mais, capturée par les républicains, son identité est découverte.
Elle a tout juste 17 ans et elle comparait devant la Commission Militaire Extraordinaire et Révolutionnaire établie à Noirmoutier pour être jugée. Elle est transférée à Nantes. Il contient 37 condamnations à mort, 18 condamnations à la déportation et 685 acquittements. Cette commission a siégé du 26 prairial An II au 17 frimaire an III. Elle est condamnée à une peine d’exportation par le tribunal criminel à hôtel Rosmadec.
Dans le livre des jugements voilà ce que l'on peut trouver :
29 vendémiaire an III
Julienne David âgée de dix huit ans, du présent district de Nantes, cultivatrice.
L’accusateur public a été entendu. Considérant qu’elle n’a été arrêtée que parce qu’elle a été trouvée habillée en homme.
Considérant qu’il résulte des dépositions de Monsieur le Maire, officiers municipaux et des citoyens de la commune, qu’elle ne s’est travestie en homme que par sentiment de dévouement à la patrie, pour se livrer à l’agriculture et encourager les jeunes gens de la première réquisition à voler à la défense de la République.
Considérant qu’elle a employé tous ses moyens pour venir au secours de la patrie en danger, qu’elle a voulu marcher à la défense de la frontière et à plusieurs fois conduit de ce devoir dans la Vendée pour le service de la République.
Considérant qu’il résulte de la déposition des témoins, des interrogatoires subis par Julienne David, qu’elle a toujours tenu une conduite dirigée par le seul amour de la patrie et fondée sur la vertu.
Considérant qu’une telle conduite ne doit pas restée ignorée.
La commission Révolutionnaire déclare qu’il n’y a pas lieu à inculpation contre Julienne David. En conséquence qu’elle sera sur le champ mise en liberté et attendu que sa conduite est très louable, ordonné qu’il sera donné connaissance du présent au Représentant du peuple en mission dans cette commune et qu’il sera imprimé et affiché.
Henri Collinet et Louis Joulain
Pendant quelques années, elle se fait oublier en revenant à Saint Mars du Désert et se fait embaucher auprès des fermes alentours en tant que gardienne de bétail.
Pendant quelques années, elle se fait oublier en revenant à Saint-Mars-du-Désert et se fait embaucher auprès des fermes alentours en tant que gardienne de bétail.
A partir de 1795, elle remet ses habits d’homme et se fait embaucher sous le pseudo de Jacques David, comme novice sur un bateau corsaire, la Jeune Agathe, armé par François Dessaulx. Le navire essuie des tempêtes mais fait des prises très fructueuses,.
Un jour de prise, le 9 août 1797, où ils ont réussit a mettre à genou le navire La main de Dieu, elle participe aux combats et se bat bien. Mais ce jour là son sexe est à nouveau découvert, démasqué par le capitaine Rozier. Elle est débarquée à l’amiable à Nantes, comme l’atteste le rôle d’armement du navire en janvier 1798.
Le rôle d’armement porte « Jacques David, de Saint-Marc près Nantes, 19 ans. Passé le 22 Thermidor sur la prise La Main de Dieu. Débarqué à Nantes, de gré à gré le 6 pluviose an VI, son nom est Julienne David, Fille. »

### Captivité
Puis, après mai 1803, elle parvient à embarquer à nouveau sur Le Paimpol et reprend du métier. Elle tente sa chance dans un autre grand port de la Loire à cette époque, Paimboeuf. Après la rupture du traité d’Amiens le conflit entre la France et l’Angleterre a reprit et donc le métier de corsaire est à nouveau d'actualité. Son navire est pris par les Anglais. Elle est alors emprisonnée pendant 8 ans. Elle est capturée dans ce que l'on appelle des pontons, réputés être un lieu d'horreur. C’étaient des bateaux-prisons à quai ou échoués dans la vase. Des mois durant, été comme hiver, dans l’obscurité d’un entrepont et dans l’humidité.
Même si marin est un rude travail, corsaire qui plus est, elle aime ça. Certes les travaux sont pénibles, la malnutrition est permanente, les tempêtes et les batailles donnent des insomnies, mais elle est au cœur de l'action. Car, il lui suffisait de dire qu'elle était une femme et tout s'arrêtait, elle serait libérée. Or, elle préféra subir les tortures physiques et morales qu’éprouvaient ses compatriotes, avec lesquels elle avait navigué, plutôt que de les abandonner, elle endure l'insalubrité de sa captivité et prie Dieu tant qu'elle peut, 
Toutefois, les conditions d’incarcération sont tellement miteuses et moralement difficiles, qu'elle tentera de mettre fin à ses jours en essayant de s’empoisonner.C'est ainsi qu'elle est transférée à terre dans un hôpital de prison à Portsmouth. Elle devient matelot infirmier, se rendant utile auprès des malades, dont des Français prisonniers.
Un des prisonniers, un homme qui venait de Saint-Mars comme elle, la reconnait et révèle son identité. Encore une fois son identité est révélée, ce qui cette fois-ci, annonce sa libération. Ils ne veulent pas garder une femme comme soldat de guerre, ses bons services sont reconnus et on la débarque au Hâvre.
Mais à la suite de cette découverte l'aventure de Julienne fit grand bruit dans la ville de Portsmouth. Les salons ne s'occupaient que du corsaire redevenu femme française. C'était une curiosité. Julienne reçu des avances, des propositions et des sollicitations de toutes sorte,.
Elle refusa car elle était profondément patriote et aimait la France. Elle aurait pu vivre en Angleterre et faire fortune, reconnue comme telle, femme corsaire. Mais elle préfère se faire rapatrier à Nantes où elle sera employée début 1811, comme employée de maison pour un propriétaire négociant pendant 2 ans ensuite. Elle y fera des tâches destinées aux hommes, des travaux de campagne.

## Fin de carrière et de vie
Elle va se faire recueillir par une communauté religieuse, et avec des habits d’homme toujours, elle se fait appeler Frère Arsène. Elle y travaille pendant 15 ans sous cette identité,.

Changement d’identité encore en fin de vie afin d'exercer les métiers de jardinier, roulier et garçon d’écurie, sous le nom de Jacquot le roulier. Elle porte la blouse bleue et le pantalon gris, elle attelle les chevaux et les mènent à l’abreuvoir tous les jours pour un loueur de fiacre nommé Dardare, rue de la convention,
« Souvent, on pouvait la voir avec son pantalon gris, sa blouse bleue, son bonnet de coton légèrement incliné sur l’oreille, attelant les chevaux ou les conduisant à l’abreuvoir. Sa taille haute et forte, quoique courbée et amaigrie par l’âge, annonçait une constitution vigoureuse, et la vivacité de son regard dénotait une grande énergie. » Témoignage d'un garçon cocher contemporain de Julienne David,
Malade des poumons, le 28 janvier 1843, Elle meurt dans la misère. Son enterrement ne sera pas au reflet de sa vie avec toutes ces rencontres qu'elle a faites, car son cercueil sortira de la Chapelle de l’Hôtel Dieu à Nantes sans personne dans le convoi funéraire. Mais la presse locale lui rendra hommage.
Un article du journal Le Breton daté du 30 janvier 1843 écrit « Dans la matinée du 28 janvier 1843, un modeste cercueil, recouvert de l’humble drap mortuaire des indigents, sortait de la chapelle de l’Hôtel-Dieu de Nantes. Sur le drap blanc, la main bienveillante de la chère Sœur gardienne avait pieusement déposé une couronne virginale. L’enfant de chœur, d’un air distrait, portait la petite croix de bois noir, l’un des aumôniers, récitant les dernières prières, précédait le corps, que n’accompagnait nul parent, nul ami. Tel était le convoi de Julienne David. »

## Hommages posthumes
La rue Julienne-David à Nantes porte son nom, de même qu'une voie de Saint-Mars-du-Désert.
- Le roman de Thérèse André-Abdelaziz intitulé Moi, Julienne David : Corsaire, nantaise, jamais soumise, publié en 2012, s'inspire de sa vie[11].

- Marie-Ève Sténuit, Femmes pirates : les écumeuses des mers, Paris, Éditions du Trésor, 2015, 185 p. (ISBN 979-10-91534-15-4)

L'espace Simone de Beauvoir à Nantes lui consacre une étape dans une visite féministe de la ville ( plan en ligne ) .
La radio SUN a lancé une série de podcasts Petites histoires de grand.es Nantais.es, coproduite par SUN et Tokson Studio lui consacre son 2eme épisode. Ecoute en ligne